# Standbeeld van Franz Kafka

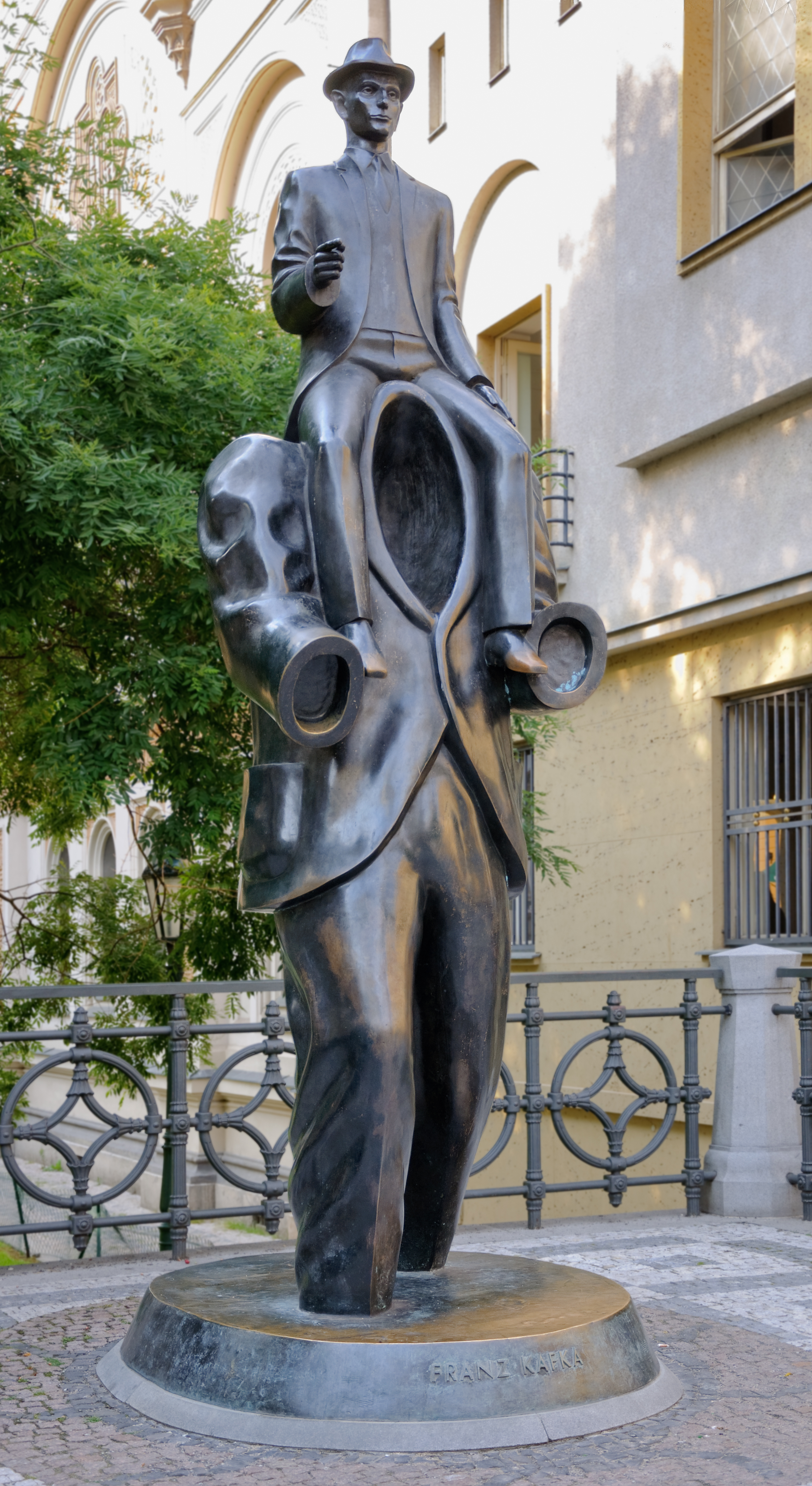
Het 3,75 meter hoge monument.

Het standbeeld van Franz Kafka door kunstenaar Jaroslav Róna werd op 4 december 2003 geïnstalleerd in de Joodse wijk Josefov in Praag, Tsjechië. Het is gelegen aan de Dušní-straat, nabij de Spaanse Synagoge.
Het zwart bronzen beeld is 3,75 meter hoog, weegt 700 kg en bestaat uit twee figuren. Het grote onderste figuur is een leeg mannenpak, zonder lichaam en hoofd. Het tweede beeld, dat op de schouders van het hoofdloze figuur zit, beeldt Franz Kafka uit. Róna verwees hiermee naar het verhaal Beschreibung eines Kampfes (Duits voor 'Beschrijving van een gevecht'). Een passage uit dit verhaal gaat als volgt: "Ik sprong met ongewone behendigheid op de schouders van mijn vriend en, terwijl ik mijn vuisten in zijn rug duwde, bracht ik hem in een lichte draf."
Sinds 2001 reikt het Franz Kafka-genootschap de Franz Kafka-prijs uit, een literatuurprijs, waarvan de winnaar een bronzen miniatuur van het Kafka-monument ontvangt.

## Galerij

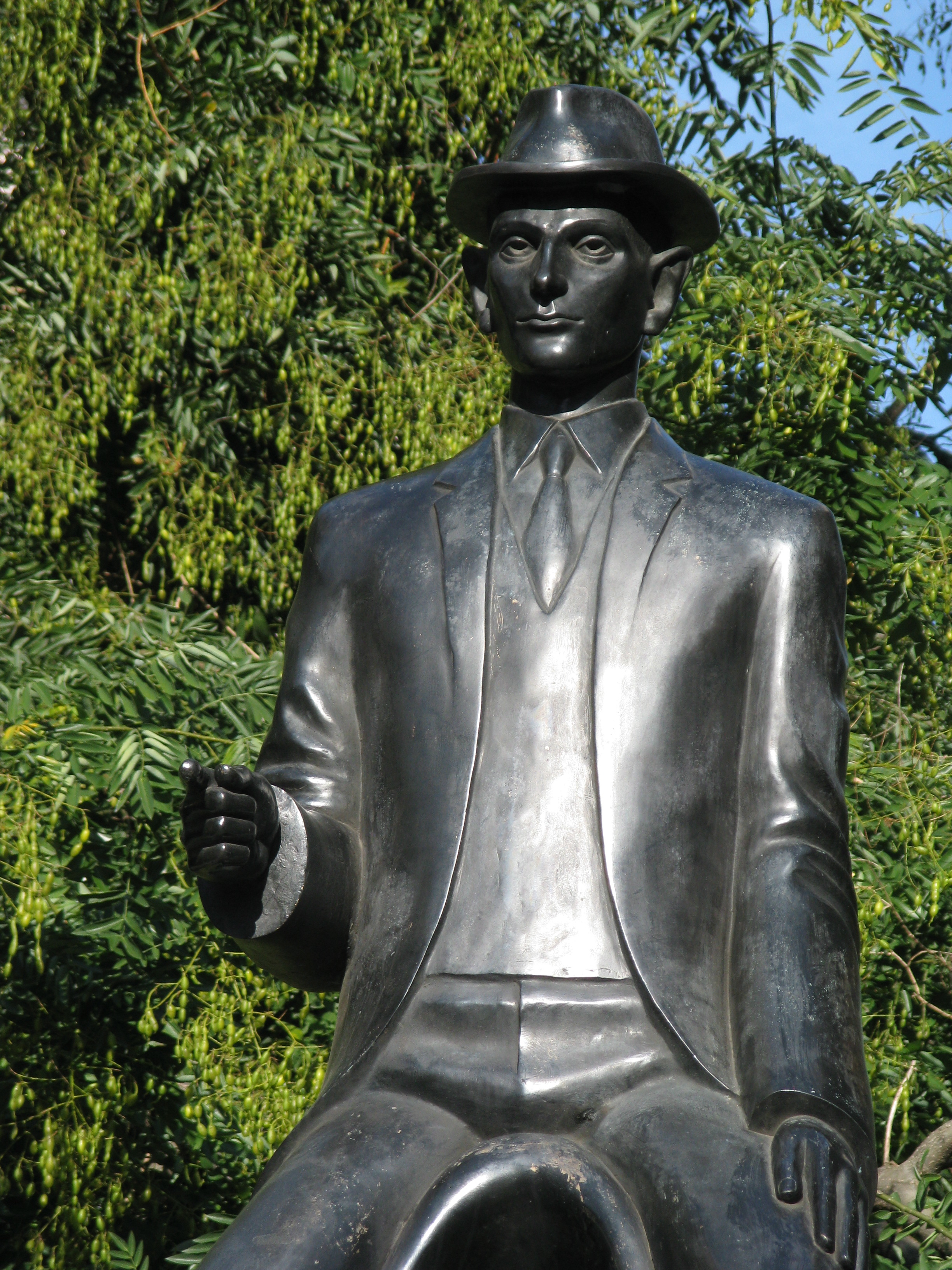
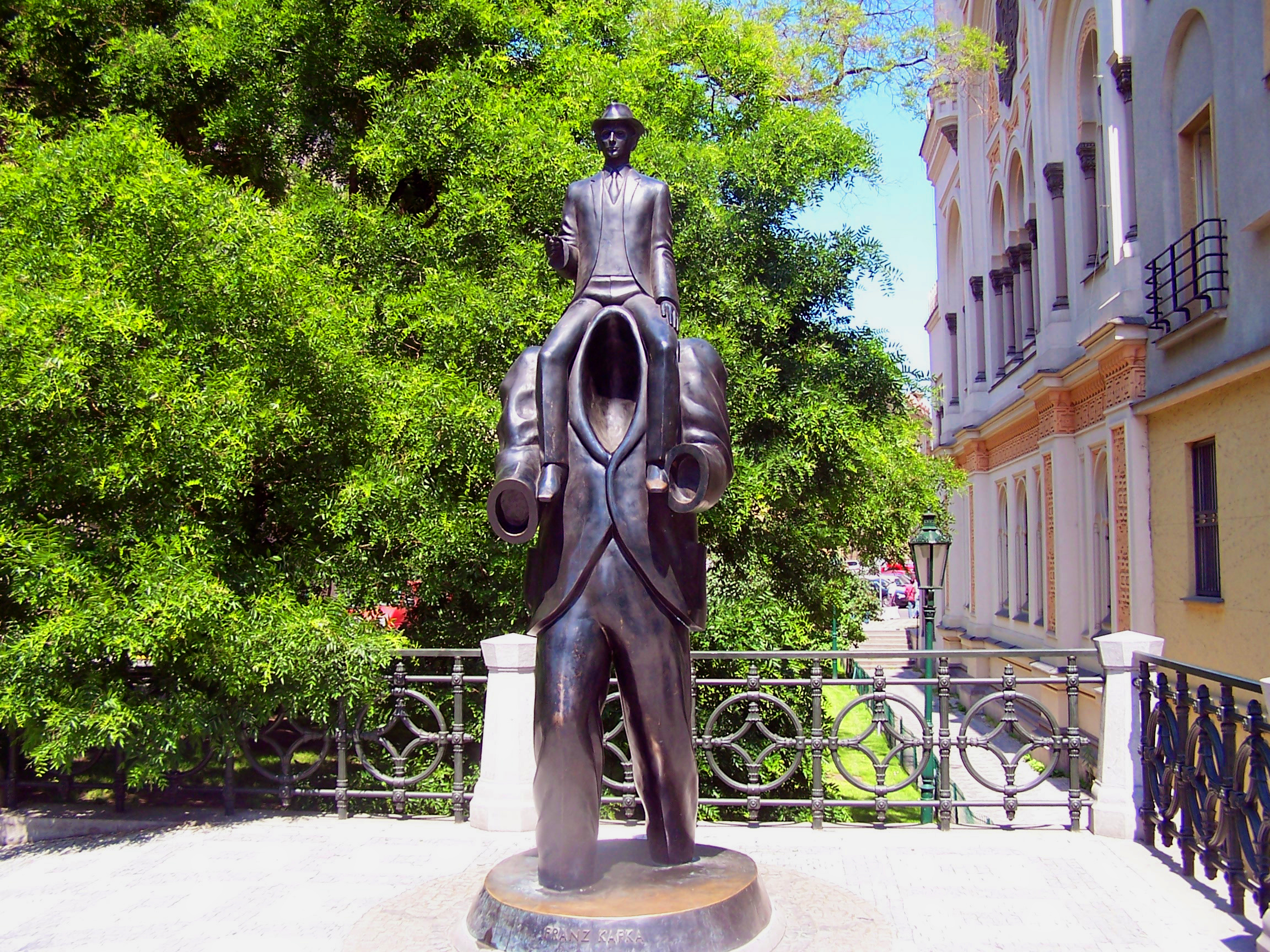
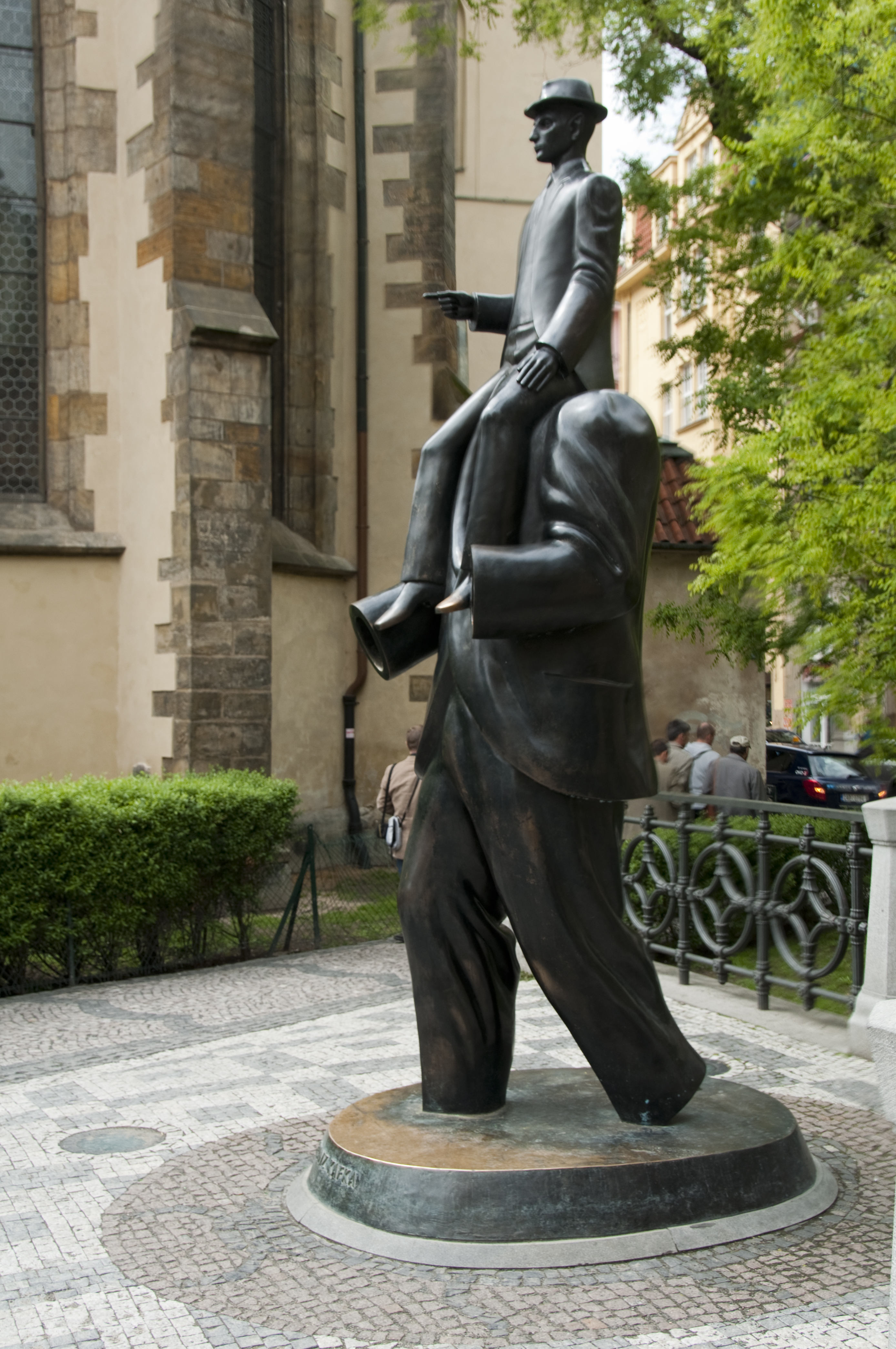